# Савантизам
Савантизам, често називан и синдром саванта је урођени или стечени ментални поремећај у развоју мозга, из којег се код особе са тим поремећајем - саваната (по којима је овај појам добио назив), развија „недосежан“ ниво умних способности или талената у једној или више области. Њихови спектакуларни таленти су заправо скуп богатих фино разлучених способности широког спектра, од апсолутног памћења, преко фасцинантне синестезије до муњевитог рачунања.
Иако постој извесна заједничка повезаност са аутизмом, званична психологија и медицина их не групишу у исту групу, а и у МКБ, ICD-10 и DSM-V. савантизам није сврстан у групу болести. Термин поремећај за савантизам и друге менталне поремећаје користи се у наведеним класификацијама како би се избегли већи проблеми употребом термина као што је болест или болесно стање. „Поремећај“ можда није потпуно адекватан термин, али се он користи да код саваната имплицира постојање клинички препознатљивог скупа симптома или понашања повезаних у већини случајева са проблемима интерференције са личним функцијама. Зато социјална девијације или унутрашњи сукоби, без личних дисфункције, нису а укључене у ментални поремећај који дефинисан у овим класификацијама.
Саванте „красе“, савантизмом изазване, такве врхунске способности која су налик острвима у мору много ширих менталних сметњи. Ови јако ретки људи, истовремено трагично погођени и надљудски надарени својим особеним менталним склопом, можда у будућности могу бити битан фактор у откривању многих сложених можданих способности уплетених у „нормалном“ функционишућем уму просечног човека. Јер је са таквом конфигурацијом ума каву саванти поседују, у стицању сазнања, њима је на располагању богатија и надасве атипична „кутија са алатом“ од перцепционих процеса, мисаоног тока па све до логичког расуђивања и закључивања о природи света, коју поседује већина особа, коју треба открити и истражити.

## Историја
Први опис савантизма или саваната-идиота, датира из 1789. године, када ја амерички лекар Benjamin Rush, кога сматрају оцем америчке психијатрије, описао вештине једног психијатријског болесника који је могао да израчуна старост неког лица у секундама.
Скоро 100 година касније,  Лагдон Даун (енгл. Lagdon Down, познат по открићу Дауновог синдрома), током 1887. године први је стручно описао овај поремећај и почео са употребом термина „идиот-савант“ за особе код којих је уочио појаву истовремено присутног ниског укупног когнитивног функционисања и одређене вештине изнад просека. Даун је овај термин сковао од термина идиот, којим су означава не особе ниске интелигенције и термина савант (од француске речи savoire-мудар) да опише некога ко је имао изузетну меморије, али са великим дефект у размишљању. Овај термин данас се мало користи због својих непримерених конотација, а термин савантизам или савант синдром је данас мање или више усвојен. Други термин, аутистичан савант, такође је у широкој употреби, али то може да буде доста неприкладно. Иако постоји јака повезаност са аутизмом, у пракси свакако није случај да су сви саванти аутистични.
Године 1943, Leo Kanner, први је у свом извештају о аутизму поменуо „невероватан речник, одлично памћење и тачно понављање сложених образаца и секвенци бројних података“ код неких особа са аутизмом.“
Тако су скоро више од 200 година (све до 1983 године) објављиване само студије невероватног поремећаја (савантизма) само код изолованих случајева, када се приступило првим систематизованим експериментима како би се одредили могући узроци и преваленција овог феномена уочених код аутизма.
Међутим, у последње време, нови приступи у проучавању интелигенције који је започео Хауард Гарднер, треба да да објашњење за овај синдром или дефинише његове могуће узроке. Тако је парадоксално проучавање ове мале популације саваната од стране стручњака постало права главобоља за теоретичара интелигенције, који би у будућности требало да покушају да се уклопе загонетно когнитивно функционисања као општи образац понашања мале групе људи са посебним умним способностима и когнитивним витештвом у математици, музици, поезији, итд, који понекад не могу да се сете имена чланова породице, или нису у стању да се самостално сналазе у свакодневном животу.

## Епидемиологија
Савантизам је комбинација ниског облика когнитивног функционисања (са менталном ретардацијом обично умереном до јако израженом), и једне или више изузетних способности. До сада, природа талената описана у овом менталном поремећају, код различитих особа веома варира. Најчешће је то музички таленат, вештина рачунања у математици, уметнички таленат сликања или компоновања, књижевни таленат у поезија, изузетна способност памћења или неки други таленти. Међутим, понекад се ови таленти код саваната састоје од веома изолованих и специфичних вештина чије порекло је веома тешко објаснити; на пример, код саванта који није способан да израчунава појединачне ставке у свакодневној куповини, али је у стању да одговори, са изузетном брзином и прецизношћу, на питања као што су: „који је дан у недељи био 20. март, 1920 или који ће дан бити 7. јуна, 2088?“
У британској студији из 1999. након анкетирања 137 родитеља аутистичне деце утврђено је да 28% сматра да су њихова деца испунила критеријуме и да поседују неку од вештина саваната, које су дефинисане као вештина или моћи које су на на нивоу које би биле неуобичајене чак и за нормалне људе.
Морбидитет
Не постоји сагласност о томе колико људи у свету поседује ове вештине. Процене се крећу од изузетно ретког броја, до свега 50 случајева урођеног савантизма који су тренутно пријављени.
Према другим изворима преваленца савантизма је један случај у 2.000 људи са когнитивним дефицитом. Његова инциденца расте на један од 10 случајева са аутизмом.
Процењује се да је око 50% случајева савантизма из аутистичног спектра менталних поремећаја, а други 50% из популације са сметњама у развоју и повреда централног нервног система. Иако се процењује да је учесталост савантизма у аутистичног популацији око 10%, његова учесталост у популацији са инвалидитетом (што је он већи и савантизам је много већи) вероватно мање од 1%. Ипак, треба рећи да постоји дилема око ових процената учесталости савантизма која произилази из начина на који је он дефинисан и описан.
Полне разлике
Учесталост савантизма је нешто већа код мушкараца него код жена. Мушко-женски однос код саваната је 6:1, што је нешто другојачије него код аутизма у коме је мушко-женски однос 4,3:1.

## Етиопатогенеза
Шта је узрок овом поремећају није познато, јер код испитаних саваната није пронађена никаква заједничка особина у грађи, односно оштећењу мозга. Заједничко им је да сви имају различите способности, или да већина поседује само једну необичну способност, мада постоје и они који их имају више. Иако је грађа мозга у потпуности проучена и раздвојена на саставне делове, систем можданих функција у целини - још је тајна, па је зато и функција мозга саванта непозната.
Према истраживачу Даролду Треферту са Универзитета Висконсин, који се преко три деценије бави изучавањем Саванта, ово стање може бити генетско или - стечено (изазвано повредама мозга или болешћу). А што се тиче аутизма по Треферту све аутистичне особе немају синдром саванта, нити сви саванти имају аутистични поремећај.
Према тврдњама Алена Снидера вештине саваната су латентне у свима нама. Његова хипотеза је да саванти имају привилегован приступ нижем нивоу, мање обрађених информације, пре него што се оне упакују у холистички концепт и смислене етикете. Захваљујући неуспешној top-down инхибицији, саванти могу да приступе информацијама које постоје у свим деловима нашег мозга, а које су обично изван наше свести. Ово објашњава како вештине саваната спонтано настају у иначе нормалних људи, и зашто такве вештине могу бити вештачки изазвана ниским фреквенцијама понављајућих транскранијалних магнетних стимулација.
На ове способности и вештине саваната према Алену С. такође указује и чињеница да аутистични саванти атипично и буквално поседују способност да се концентришу више на делове него на целину што им пружа приоритет у приступу појединим групама информација за решавања проблема, као што су оне које захтевају разбијање когнитивног начина размишљања. Тако се стратегија изградње од делова према целини може сматрати основом вештина тзв. аутистичних генија. За разлику од здравог ума, која има уграђена очекивања света (унутрашњег реда), аутистичан ум мора прво поједноставити свет усвајањем строге рутине (екстерним редом).
Могуће објашњење нуди и Људмила Лотвина психолог из Минхена:
Здрав мозак има механизам „складиштења“ - односно формирања милиона „кутија“ са информацијама. Мозак уме да помери у одговарајућу „кутију“ оно што је неопходно у садашњем тренутку и - ништа више. Код саванта вероватно не постоји такав механизам - они живе у складишту својих сећања, у окружењу својих „блага“, биле то бројке, математичке структуре, слике, звуци или речи.
Шта год било тачно у овим теоријама, једно је само сигурно да саванти са таквом конфигурацијом ума, у сазнајном погледу, имају на располагању далеко богатија и, надасве, атипичније техничке и друге процесуалне способности од техника и процеса које се обављају у мозгу код највећег броја људи.

### Теорије савантизма
У литератури су наведене бројне претпоставке о настанку овог стања попут: 
1. Теорије дефицита у извршним функцијама и апстрактном мишљењу
2. Теорије дисфункција леве хемисфере мозга
Од времена када су Брока, Вернике, Липман и други неуролози „локализационистичке“ оријентације постављали прве хипотезе о организацији неких когнитивних функција (језика, праксије итд.), до данас, формирана је велика база података на основу којих различите видове менталних процеса везујемо за одређене области, пре свега, мождане коре. До ње је довело више од једног века екстензивног истраживања ефеката можданих озледа на понашање. Опште познате чињенице - на пример, да је лева хемисфере, доминантна за језичке способности или да су основни механизми визуелне обраде лоцирани у окципиталној кори - резултат су управо ових студија.
Логика овог приступа је једноставна. Ако одређена ментална функција зависи од процеса које обавља извесна мождана структура, онда ће оштећење ове структуре довести до селективног поремећаја у понашању, односно, реализацији функције. У том смислу, мождана озледа се посматра као фактор који елиминише или ремети процесе обраде на којима се та функција заснива.
3. Теорије веће развијености процедуралне меморије
Џејмс Макгаух, који истражује случај Боба Петреа - тврди да је познато да су код аутиста са суперпамћењем неки делови мозга већи него код обичних људи, и да то може бити узрок веће развијености процедуралне меморије.
4. Теорија Ејдетске свесте или ејдетске слике 
То је необично живахан субјективни визуелни феномен, који се карактерише представама објекта који више нису објективно присутни. Еидетске особе се понашају као да су заиста виделе тај објекат, било затвореним очима или док гледају неку површину која им служи као погодна подлога за позадину слике. Такве особе описују слику као да је и даље она присутна, а не као да се позивају на прошле догађаје. Учесталост ејдетске свести која може бити присутна код саванта, веома је мала код деце (2-10 процената) и готово непостојећа код одраслих.